# Vladimír Svoboda
Vladimír Svoboda (29. listopadu 1871 Soběslav – 1955) byl český akademický malíř a pedagog.

## Život
Vladimír Svoboda se narodil v Soběslavi do rodiny profesora Josefa Svobody. V letech 1892-1895 studoval práva na právnická fakultě Německé univerzity v Praze. Právnické studium však opustil a byl přijat k řádnému studiu na pražskou Malířskou akademii. Zda studoval u profesorů M. Pirnera, H. Schwaigra a V. Hynaise, u něhož v roce 1899 studium absolvoval. Následně byl jmenován asistentem na Vysokém učení technickém v Brně.
Vladimír Svoboda maloval především portréty, krajiny a v jeho díle nechybí ani obrazy s křesťanskými náměty.

## Galerie

Bárka při západu slunce (olej na kartonu)
Rozbouřené moře (olej na lepence)
Lovecké zátiší (olej na plátně)
Létající stůl (olej na plátně)
Na dřevách (olej na překližce)
Milenci (olej na kartonu)